# ياسنا ديوريسيتش
ياسنا ديوريسيتش (بالسيريلية الصربية: Јасна Ђуричић) هي ممثلة صربية، ولدت في 16 أبريل 1966 في صربيا.

## وصلات خارجية
- ياسنا ديوريسيتش على موقع IMDb (الإنجليزية)
- ياسنا ديوريسيتش على موقع قاعدة بيانات الأفلام العربية
- ياسنا ديوريسيتش على موقع ألو سيني (الفرنسية)
- ياسنا ديوريسيتش على موقع أول موفي (الإنجليزية)
- ياسنا ديوريسيتش على موقع قاعدة بيانات الأفلام السويدية (السويدية)
- ياسنا ديوريسيتش على موقع قاعدة بيانات الفيلم (الإنجليزية)
- ياسنا ديوريسيتش على موقع كينوبويسك (الروسية)